# 부티 (토스카나주)
부티 (Buti) 이탈리아 토스카나주의 피사도에 위치한 코무네 (지방자치단체)이다. 피사에서 서쪽 약 50 킬로미터 (31 mi), 피사에서 동쪽 15 킬로미터 (9 mi) 거리에 있다.

## 지리
비엔티나, 칼치, 카판노리, 비코피사노 등과 경계를 맞대고 있다.

## 행정

### 프라치오네
행정 중심지 부티와 카시네디푸티와 라크로체를 통해 형성됐다.

### 2021년 지방 선거
2021년 지방 선거 당시 후보자들이 '부티'라는 성을 지녀 '부티의 선거'라는 제목으로 언론의 주목을 끌었는데, 시장 선거에서 아리안나 부티가 모니아 부티를 상대로 당선했다.